# Provinciale weg 281
Der Provinciale weg 281, auch oder kurz N281, ist eine wichtige Straßenverbindung in der niederländischen Provinz Limburg.

## Verlauf
Der Provinciale weg 281 beginnt am Kreisverkehr mit dem Provinciale weg 278 bei Nijswiller.
Am früheren im Jahr 1970 eröffneten Autobahnkreuz Bocholtz, heute durch Rückbau im Jahr 2001 die Autobahnanschlussstelle Simpelveld, wird die N281 zum Autoweg mit einem Tempolimit von 100 km/h. Da hier viele Autofahrer eine Autobahn vermuten, wird hier oft die Geschwindigkeit überschritten. Deshalb stehen hier auf dem Mittelstreifen „Starenkästen“ zur Geschwindigkeitskontrolle.
Die Straße führt an Heerlen vorbei mit der Bezeichnung Antwerpseweg und hat hier die Funktion einer Stadtautobahn mit zahlreichen Abfahrten. Die N281 verläuft hier parallel zur Autobahn 76 und hatte bis zur Fertigstellung der A76 im Jahr 1976 die Funktion als Fernverbindung hergestellt und mündet seitdem beim Abzweig Ten Esschen auf diese Autobahn. Im Gegensatz zur parallelen A76, die nur über wenige Anschlussstellen verfügt, dient die N281 der Feinerschließung der Parkstad Limburg.

## Bilder

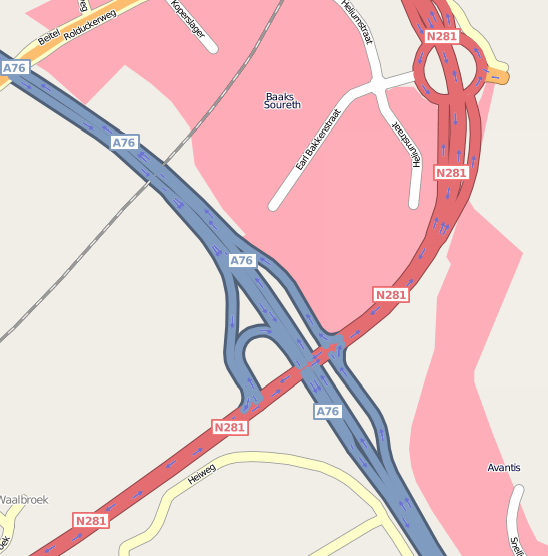
Früheres Autobahnkreuz Bocholtz, heute durch Rückbau der Autobahnanschluss Simpelveld
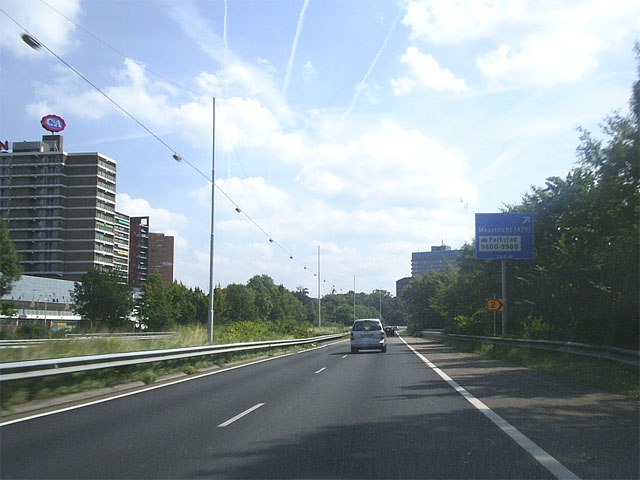
N281 Heerlen-Centrum (2005)
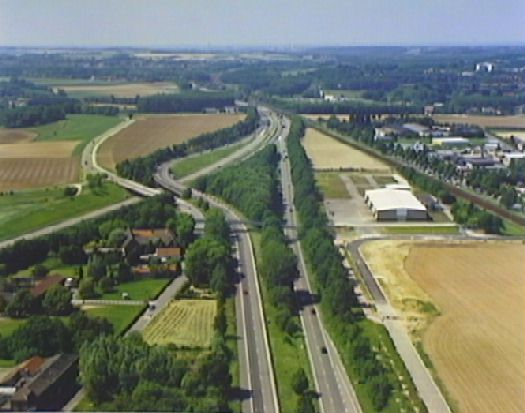
Knooppunt Ten Esschen, vor 2005